# زيتون (فلم)
زيتون هو فيلم من نوع إثارة ومغامرة أُصدر في 9 سبتمبر 2012. الفيلم من إنتاج وتوزيع باثى. وهو من إخراج عيران ريكليس.

## القصة
تقع أحداث الفيلم في بيروت ولبنان. وقصة الفيلم الرئيسية حول الصراع العربي الإسرائيلي وحرب لبنان 1982.

## طاقم التمثيل
- عبد الله عقل
- ميرا عوض
- أليس تاجلوني
- علي سليمان
- أشرف برهوم
- دريد اللداوي  [لغات أخرى]‏
- جوني عربيد  [لغات أخرى]‏
- لؤي نوفي  [لغات أخرى]‏
- ستيفن دورف
- طارق قبطي
- Doron Amit  [لغات أخرى]‏
- Vered Feldman  [لغات أخرى]‏

## وصلات خارجية
- مقالات تستعمل روابط فنية بلا صلة مع ويكي بيانات